# 石橋徳次郎
2代 石橋 徳次郎（いしばし とくじろう、1886年（明治19年）2月23日 - 1958年（昭和33年）8月19日）は、昭和時代前期の政治家、実業家。福岡県久留米市長。前名は重太郎。

## 経歴
先代・石橋徳次郎の長男として久留米城下荘島町に生まれる。家業の仕立て屋「しまや」をつぎ、弟正二郎とともに業容を拡大。1918年（大正7年）「日本足袋株式会社」を発足、1922年（大正11年）貼付式ゴム底足袋、即ち、地下足袋を発明（1923年10月 実用新案登録番号第80594号）し発売。1936年（昭和11年）デパート旭屋（現.久留米井筒屋）を創立。1938年（昭和13年）久留米市長に就任した。ついで1942年（昭和17年）11月、久留米商工会議所会頭となった。ほか、福岡県物産貿易協会社長、日本足袋、ブリヂストンタイヤ各取締役、久留米工場談話会長などを歴任した。

## 栄典
勲章等

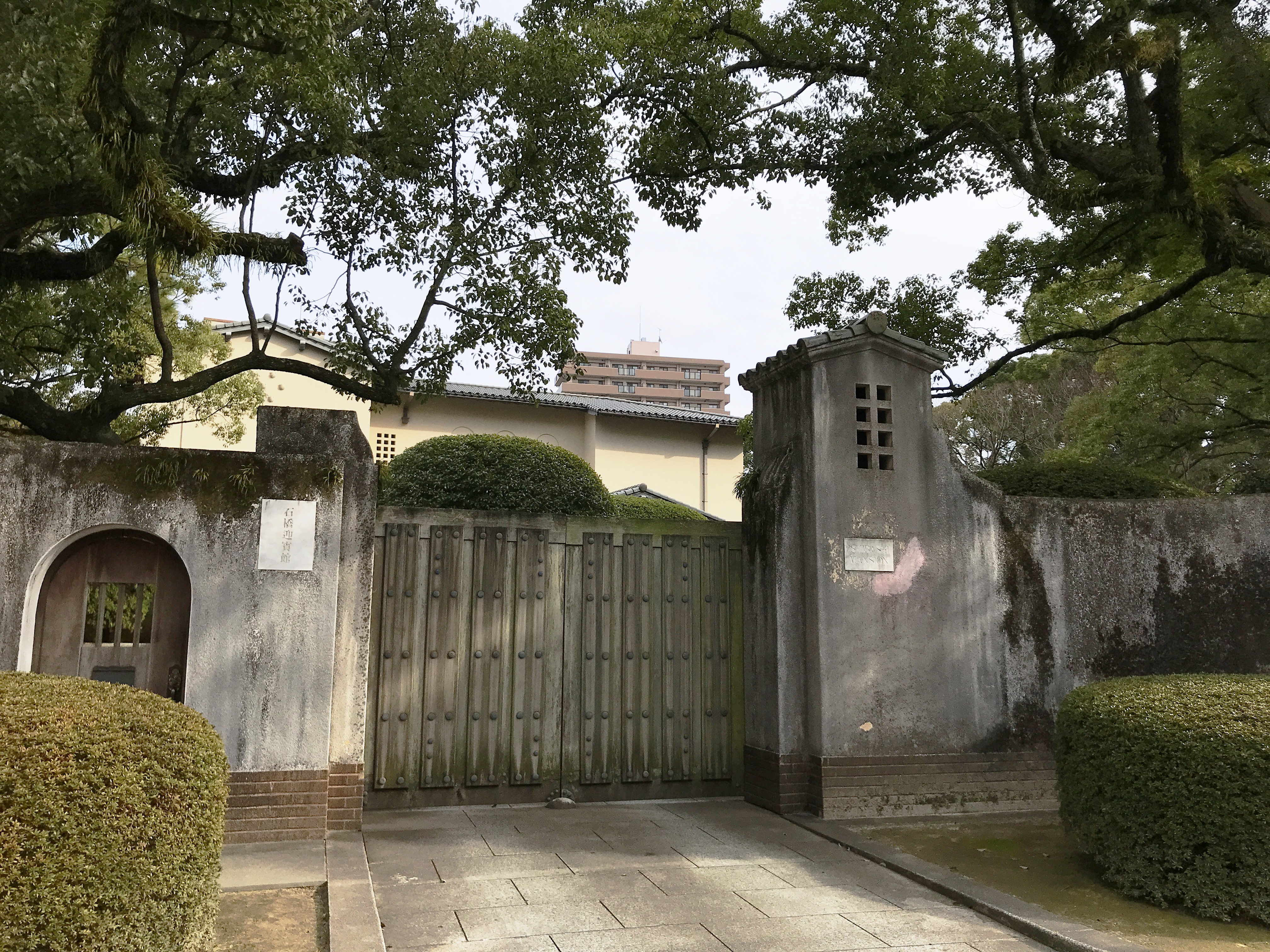
旧石橋徳次郎邸（現・石橋迎賓館、ブリヂストン所有）

- 1939年（昭和14年）2月 - 紺綬褒章[3]

## 親族
- 弟：石橋正二郎（ブリヂストン創業者）[3]